# Jaime Manrique

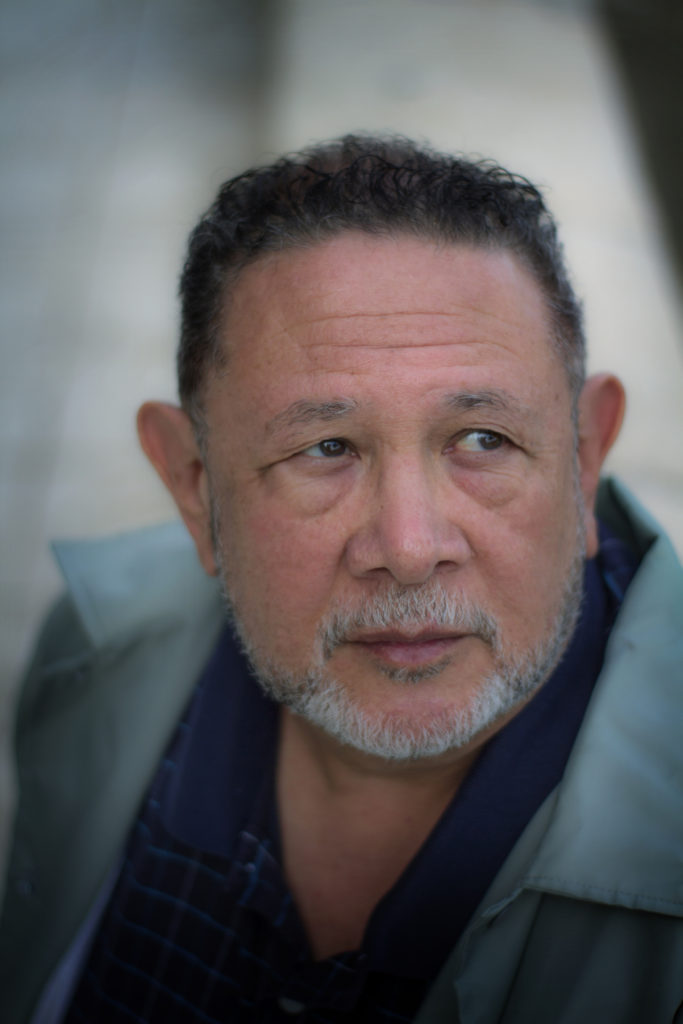
Photograph of author Jaime Manrique

Jaime Manrique (Barranquilla, 16 de junio de 1949) es un escritor colombo-americano bilingüe. Manrique es poeta, novelista, ensayista, educador y traductor.

## Biografía
Jaime Manrique nació en Barranquilla, Colombia. Durante su niñez vivió entre Barranquilla y Bogotá. En 1966 emigró con su madre a Lakeland, Florida, EE. UU., y en 1972 obtuvo su B.A en Literatura Inglesa de la Universidad del Sur de Florida. 
En 1974, Manrique conoció Pauline Kael, quien era crítica de cine de The New Yorker, y con quien mantuvo una amistad que duró hasta la muerte de Kael en 2001. El libro Notas de Cine: Confesiones de un Crítico Aficionado (1979), está dedicado a Kael.
En 1977, Manrique fue admitido por el novelista argentino Manuel Puig para unirse al taller que Puig impartía en la Universidad de Columbia. Por esos días Manrique trabajaba en El cadáver de papá (1980). Durante el taller Puig le animó para continuar escribiendo ficción diciendo que la escritura de Manrique “venía debajo de su epidermis." Se hicieron amigos después de esto. Manrique describió su relación con Puig en El Escritor Como Diva, un ensayo incluido en Maricones Eminentes.
En 1977, Manrique conoció al pintor americano Bill Sullivan. La pareja vivió entre Colombia y Venezuela hasta avanzado el año de 1979. Hasta la muerte de Sullivan en el 2010, Sullivan y Manrique permanecieron juntos.
Jaime Manrique empezó su carrera como profesor universitario en los EE. UU. en 1987 cuando se hizo profesor en el Eugene Lang College de La Escuela Nueva (The New School). Su carrera como educador continúa hasta hoy en día.

## Carrera literaria
Su primer volumen de poesía Los Adoradores de la Luna, ganó el Premio Nacional de Poesía de Colombia en 1975. Su primera novela publicada en inglés fue Oro Colombiano (1983). En 1992 publicó Latina Moon in Manhattan. Sobre esta novela James Dao escribió en The New York Times:  "Un cuento picaresco sobre un colombiano homosexual e inmigrante entre prostitutas, millonarios self-made, traficantes de narcóticos y ancianos libreros..." Y también declaró que "la novela difícilmente pretende retratar la "típica" experiencia" del inmigrante."
En 1995 Manrique publicó Mi Noche con Federico García Lorca (libro finalista del Premio Lambda), sobre el que John Ashbery dijo: "Memorias de una niñez eufórica y paseos por el mar, 'un mambo feliz,' y comer frutas tropicales falaces—se fusionan con aquellos amores recientes en estos exquisitos, y encantadores poemas." En 1997 apareció la novela Twilight at the Ecuator sobre el que Ilan Stavans en El Washington Post dijo "él es, después de todo, el escritor gay latino más consumado de su generación, un pícaro propenso a impresionar sus lectores, poniendo a prueba los estándares de la moral de su tiempo."
En 1999 publicó Maricones Eminentes (Arenas, Lorca, Puig y Yo) por el que recibió una la beca Guggenheim. Sobre Maricones Eminentes Ilan Stavans dijo en The Washington Post: el libro es "su minucioso análisis, a través de cortas narrativas de vida, de las guerras de género en el mundo hispánico. ...La posteridad es un rompecabezas, naturalmente. Y no puedo decir si este volumen permanecerá en el tiempo, pero no tengo duda de que así debería ser" Y Susan Sontag dijo "Una espléndida memoria de Manuel Puig. Lo evoca—cómo realmente era—mejor que todo lo que he leído hasta ahora." En 1999 también recibió un premio de The Foundation for The Performance of Contemporary Arts. En 2006 publicó Nuestras vidas son los Ríos  sobre el que la Crónica de San Francisco escribió "Una historia necesaria que funde historia y biografía en el contexto de un apasionado affair amoroso, Nuestras Vidas Son los Ríos  es una obra maestra de ficción histórica." La novela recibió el Premio Latino Internacional del Libro (Mejor novela histórica 2007).
En el 2012 Manrique publicó Cervantes Street (Akashic Books Press). Sobre esta novela The Wall Street Journal dijo que "Cervantes Street es emocionante para leer ... bajo la pluma del Sr. Manrique, el mundo del Mediterráneo y de la España renacentista y se hacen vivifican, y su superficie se agrieta con repentina violencia y crueldad ... Esta novela puede ser leída como un generoso saludo de escritor a escritor a través de los siglos, como un empático homenaje recíproco ... Cervantes Street trae a la vida el mundo real detrás de las hazañas fantásticas del caballero de La Mancha. Los divertidos percances son incluso más graciosos por tratarse de hechos reales. Las aventuras románticas son más conmovedoras, Cervantes Street me ha devuelto a Don Quijote. Junot Díaz dijo acerca de la novela "Una novela enormemente vivaz y de gran corazón. Manrique es increíblemente talentoso". Sandra Cisneros dijo: "Cervantes Street, la magnífica novela de Jaime Manrique, es un cuento fabuloso de la vida de Miguel de Cervantes, un extraordinario retrato de la vida de un escritor compuesto de acontecimientos e imaginación. Lo leí en la cama por dos o tres noches, queriendo que la historia nunca acabara... Manrique es nuestro Scheherazade". 
"Como esta tarde para siempre", la novela más reciente de Manrique publicada en abril del 2018 por la editorial Planeta (Seix Barral Biblioteca Breve), está basada en la historia real de dos sacerdotes colombianos que fueron amantes desde su juventud y que terminan su vida encargándole su propio asesinato a un sicario. La novela se desarrolla en las complejas circunstancias políticas y sociales de la guerra en Colombia, en las que se describe la tragedia de los llamados falsos positivos (jóvenes civiles inocentes asesinados y presentados como guerrilleros caídos en combate). En el diario bogotano El Tiempo, el crítico y escritor Álvaro Castillo Granada dijo acerca de Como esta tarde para siempre: "Novela hermosa y tremenda. Desgarrada y conmovedora. En ella nos podemos reconocer nosotros mismos y, acaso lo más importante, encontrarnos con el otro, desconocido porque elegimos no verlo". 
Las novelas, poemas y ensayos de Manrique han sido traducidos al inglés, al español, al hebreo, al polaco, al turco, al japonés, al chino, al alemán, al ruso, al portugués, al italiano, al holandés, entre otros idiomas. 

## Carrera docente
Manrique ha enseñado en la Escuela Nueva para la Investigación Social como escritor en residencia (The New School, 1978-1980); también como escritor en residencia del Departamento de Español en el Mount Holyoke College (1995); en la Universidad de Columbia, 2002 - 2008 (como profesor asociado en el MFA en escritura); en la Universidad de Rutgers, 2009 (como escritor invitado del programa del MFA en escritura); Y en la Universidad de la Ciudad de Nueva York, 2012 - hasta el presente (Conferencista Distinguido del Departamento de Lenguas y Literaturas Clásicas y Modernas.

## Publicaciones
Poesía
- Los adoradores de la luna, 1976
- Mi noche con Federico García Lorca, 1995
- Mi cuerpo y otros poemas, 1999
- El Libro de los muertos, poemas selectos, 2016

Novela
- El cadáver de Papá, 1978
- Colombian Gold, a Novel of Power and Corruption, 1983
- Latin Moon in Manhattan, 1992
- Twilight at the Equator, 1997
- Our Lives Are the Rivers, 2006
- Cervantes Street, 2012
- Como esta tarde para siempre, 2018

Crítica cinematográfica
- Notas de cine: confesiones de un crítico amateur, 1979

No ficción
- Eminent Maricones: Arenas, Lorca, Puig, and Me, 1999